# Microscopie à nappe de lumière

Principe de la microscopie à nappe de lumière. Une nappe de lumière (en bleu) illumine un échantillon (vert), qui émet de la lumière fluorescente (flèche rouge) collectée par l'objectif et détectée par une caméra.

La microscopie à nappe de lumière (ou SPIM pour Selective Plane Illumination Microscopy, ou LSFM pour Light-Sheet Fluorescence Microcopy) est un type de microscopie à fluorescence basée sur l’illumination sélective d'un seul plan d’intérêt par une nappe de lumière, c'est-à-dire un faisceau laser focalisé dans une direction et collimaté dans l'autre. Celle-ci est généralement créée par une lentille cylindrique et projetée dans l'échantillon grâce à un premier objectif. Les fluorophores situés à l'intérieur de cette nappe de lumière sont excités et émettent de la lumière collectée par un second objectif. Cette illumination introduit naturellement un sectionnement optique, déterminé par l'épaisseur de la nappe, ce qui permet un meilleur pouvoir de résolution axial que les microscopes à épifluorescence pour les échantillons épais. 
De plus, cette méthode permet d'acquérir d'un coup l'image d'un plan au lieu d'acquérir une image point par point comme c'est le cas dans les microscopes à balayage, et est donc fondamentalement plus rapide. La quantité totale de lumière absorbée par l'échantillon étant plus faible, il en résulte une moindre phototoxicité ainsi qu'un moindre photoblanchiment. 
La microscopie à nappe de lumière est aujourd'hui utilisée en biologie cellulaire et en biologie du développement pour l'imagerie d'organismes modèles comme l'embryon de souris, de poisson zèbre ou de la mouche drosophile.

## Histoire
En 1902, Siedentopf et Zsigmondy proposent une méthode pour mesurer la taille de particules d'or dans le Rubis doré, impossible à mesurer alors car plus petites que la limite de diffraction. Dans leur expérience, l'échantillon n'est pas illuminé par en dessous comme c'était le cas dans les microscopes classiques, mais éclairé par le côté. Un faisceau de rayons solaires est focalisé dans le plan focal d'un objectif d'observation, orthogonalement à celui-ci, et seule la lumière diffusée est ainsi observée. Ils baptisent leur invention "ultramicroscope" car elle est capable de détecter des objets plus petits qu'une demie longueur d'onde de lumière visible.
En 1993, Voie et al. introduisent un microscope utilisant une nappe de lumière en guise de sectionnement optique dans un microscope à fluorescence. Leur méthode leur permet d'atteindre une résolution latérale de 10µm et axiale de 26µm dans un échantillon de cochlée de cobaye.
Enfin, en 2004, Huisken et al. publient un article dans lequel ils arrivent à imager un embryon de medaka avec une résolution inférieure à 6µm.

## Fonctionnement
Dans un microscope à nappe de lumière standard, on peut distinguer 5 éléments:
- Le système de détection
- Le système d'illumination du spécimen
- La génération d'un faisceau de lumière
- Le système de contrôle du mouvement de l'échantillon
- Le contrôle des différents éléments mécaniques et électroniques.

Le système de détection est similaire à celui d'un microscope à épifluorescence: il détecte la lumière émise par les fluorophores dans le plan d'illumination. Pour cela, il est généralement fait d'un objectif, d'un ou plusieurs filtres pour éliminer les photons d'excitation diffusés par l'échantillon et ne garder que les photons issus de la fluorescence, d'une lentille de tube et d'un détecteur en plein champ, généralement une caméra CMOS ou CCD.
Le système d'illumination du spécimen, quant à lui, transforme un faisceau collimaté en nappe de lumière. Pour cela, le système le plus simple consiste à utiliser une lentille cylindrique qui se comporte comme une lentille convergente selon un de ses axes et est transparente selon l'autre. Cependant, de telles lentilles n'ont en général pas l'ouverture numérique appropriée et ont tendance à introduire de fortes aberrations, aussi il est courant d'utiliser un deuxième objectif en conjonction avec une lentille cylindrique tournée à 90°.[réf. nécessaire]
Le faisceau de lumière est un faisceau de lumière laser collimatée dont la taille peut être modifiée par un ou plusieurs télescopes. Si certains microscopes à nappe de lumière n'utilisent qu'un seul laser en guise d'illumination, il est utile pour certaines applications d'en utiliser plusieurs, pour activer différents types de fluorophores.
Le contrôle du mouvement de l'échantillon permet de déplacer celui-ci à travers la nappe de lumière et de reconstruire une image 3D de celui-ci. Il est à noter qu'il est également possible de scanner l'échantillon avec des méthodes optiques et donc de le garder immobile.